# Doris Orgel
Doris Orgel (geboren als Doris Adelberg am 15. Februar 1929 in Wien; gestorben am 4. August 2021 in Portland (Oregon)) war eine US-amerikanische Schriftstellerin und Übersetzerin.

## Leben
Doris Adelberg wuchs in Wien auf und musste nach dem Anschluss Österreichs ihre Schule verlassen und eine jüdische Schule besuchen, bevor sie mit ihren Eltern Erna und Ernst sowie der Schwester 1938 nach Jugoslawien floh, wo die Familie sieben Monate lang in Zagreb lebte. Anschließend flohen sie 1939 nach England und schließlich 1940 nach New York City. Nach einem längeren Aufenthalt in St. Louis lebte die Familie ab 1941 wieder in New York. Dort besuchte sie die Hunter High School. Von 1946 bis 1948 studierte sie am Radcliffe College und von 1948 bis 1950 am Barnard College. Bevor sie 1963 mit Grandma's Holidays und Sarah's Room als Schriftstellerin debütierte, arbeitete sie fünf Jahre lang im Verlagswesen, wobei sie Werke von Hauff, Grimm, Brentano und Storm ins Englische übersetzte und herausgab.
Nach ihrem Debüt 1963 schrieb Orgel über 40 Kinder- und Bilderbücher, vereinzelt gemeinsam mit Emily Coplon und Ellen Schecter. Fünf ihrer Werke wurden in deutscher Sprache veröffentlicht. Ihr 1978 erschienenes Kinderbuch The devil in Vienna wurde zwei Jahre später unter dem Titel Ein blauer und ein grüner Luftballon in deutscher Sprache veröffentlicht und unter dem Titel Eine Freundschaft in Wien 1988 von Disney verfilmt. Neben mehreren literarischen Auszeichnungen wurde sie 1998 mit dem Jugendliteraturpreis Phoenix Award ausgezeichnet.
Den späteren Analytiker Shelley Orgel heiratete sie 1949. Mit ihm hatte sie drei Kinder.

## Werke
- Grandma's Holidays (1963, als Doris Adelberg)
- Sarah's Room (1963)
  - Sarahs Zimmer, Zürich 1970, Diogenes Verlag
- Cindy's Snowdrops (1966)
- Cindy's Sad and Happy Tree (1967)
- In a Forgotten Place (1967)
- On the Sand Dune (1968)
- Merry, Rose and Christmas-Tree (1969)
- Next Door to Xanadu (1969)
- Phoebe and the Prince (1969)
- Whose Turtle? (1969)
  - Nina und die Schildkröte, Reinbek 1972, Carlsen Verlag, ISBN 3-551-53122-6
- The Uproar (1970)
- The Mulberry Music (1971)
- Bartholomew. We Love You (1973)
- A Certain Magic (1976)
- Merry, merry February (1977)
- The Devil in Vienna (1978)
  - Ein blauer und ein grüner Luftballon, München 1980, Bertelsmann, ISBN 3-570-06370-4
- My War With Mrs. Galloway (1985)
  - Mein Streit mit Frau Gallo und wie alles wieder gut wurde, Frankfurt/Main 1992, Sauerländer Verlag, ISBN 3-7941-3368-4
- Risking Love (1985)
- Whiskers Once and Always (1986)
  - Mein ein und alles für immer und ewig, Frankfurt/Main, Sauerländer Verlag, ISBN 3-7941-3606-3
- Midnight Soup and a Witch's Hat (1987)
- Crack in the Heart (1989)
- Starring Becky Suslow (1989)
- Nobodies and Somebodies (1991)
- The Mouse Who Wanted to Marry (1993)
- Ariadne. Awake! (1994)
- Button Soup (1994)
- She'll Be Coming Around the Mountain (1994)
- The Flower of Sheba (1994)
- The Spaghetti Party (1995)
- The Crows Counting (1995)
- Don't Call Me Slob-o (1996)
- Friends to Rescue (1996)
- The Princess and the God (1996)
- We Goddesses: Athena, Aphrodite, Hera (1999)